# Clavus pulicarius
Clavus pulicarius is een slakkensoort uit de familie van de Drilliidae. De wetenschappelijke naam van de soort is voor het eerst geldig gepubliceerd in 1991 door Wells.